# Cuora amboinensis
La tortuga de caixa del sud-est asiàtic ( Cuora amboinensis) és una espècie de tortuga de caixa de la família Geoemydidae.
Es distribueix per les Illes Nicobar, est de l'Índia (Assam), Bangladesh, Myanmar, Tailàndia, Cambodja, Laos, centre i sud del Vietnam, oest de Malàisia, Singapur, Filipines (Leyte, Luzon, Mindanao, Samar, Negres, Panay, etc.), Indonèsia (Sulawesi, Ambon, Sumatra, Borneo, est de Malàisia, Brunei, Nias, Enggano, kabupaten Simeulue, Java, Sumbawa, Halmahera, Ceram, Seram, Buru, Timor Oriental, Bali, Palawan i les Moluques), i possiblement Sri Lanka.